# VMFA-232
232ème Escadron de chasseur d'attaque (USMC)
Le Marine Fighter Attack Squadron 232 (ou VMFA-232) est un escadron de chasseur d'attaque FA-18 Hornet. L'escadron, connu sous le nom de "Red Devils", est basé à la Marine Corps Air Station Miramar en Californie. L'escadron est sous le commandement du Marine Aircraft Group 11 (MAG-11) et du 3rd Marine Aircraft Wing (3rd MAW). Le Red devils est le plus vieux et plus décoré de l'US Marine Corps.

## Historique

### Origine

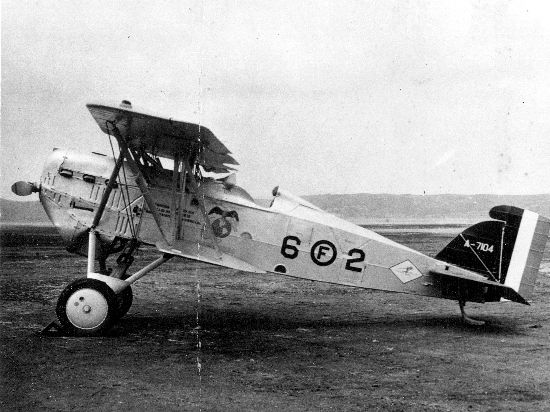
Un Boeing FB du VF-3M

Le VMFA-232 peut retracer sa lignée à partir du VF-3M, qui a été mis en service le 1er septembre 1925 à la Naval Air Station North Island, en Californie. Équipé à l'origine de Vought VE-7, l'escadron a reçu trois des nouveaux Boeing FB-1 dans la première partie de 1926, leur permettant d'exploiter une division d'avions modernes tout en conservant les anciens VE-7 à des fins d'entraînement. La guerre civile chinoise menaçant les intérêts américains, il fut décidé de déployer des forces américaines et en novembre et décembre 1926, sept FB-1 supplémentaires furent transférés au VF-3M depuis le VF-1M et le VF-2M sur la côte est, amenant le complément de l'escadron à 10 FB-1. Alors que la diplomatie et la planification se déroulaient au niveau international, l'escadron s'est concentré sur la familiarisation avec son nouvel avion et la formation de l'afflux de nouveaux pilotes.
Le 7 avril 1927, le VF-3M quitta San Diego à destination de la Chine sur le transport USS Henderson (AP-1), mais à son arrivée, aucun aérodrome n'était disponible pour les opérations. Après avoir attendu aux Philippines pendant près de deux mois, l'escadron est retourné en Chine et a finalement opéré à partir des aérodromes de Tianjin et Hsin-Ho, où il a soutenu la 3e brigade. Peu de temps après, l'escadron a été renommé VF-10M le 1er juillet 1927, le premier de nombreux changements de désignation causés par la réorganisation des actifs de l'aéronavale. La mission en Chine a démontré que l'aviation maritime était essentielle au rôle expéditionnaire que les forces maritimes étaient appelées à jouer et l'escadron a effectué des missions de photographie, de cartographie et de reconnaissance pendant son déploiement. Un autre changement de désignation s'est produit alors que l'escadron était encore en Chine, lorsque le 1er juillet 1928, l'escadron a été renommé VF-6M. Une fois sa mission en Chine terminée, l'escadron se retira le 3 octobre 1928 et revint à San Diego le 31 octobre 1928, après des escales à Guam et à Hawaï.

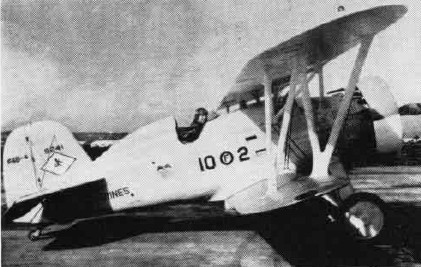
Un Boeing F4B-4 du VB-4M en 1933-35

Le 1er juillet 1930, l'escadron a de nouveau été renommé, cette fois revenant au VF-10M, pour piloter le Curtiss F6C-4, les premiers chasseurs à moteur radial puis le Boeing F4B-4 sorti d'usine à la fin de 1932, le chasseur biplan le plus avancé en service à cette époque. 

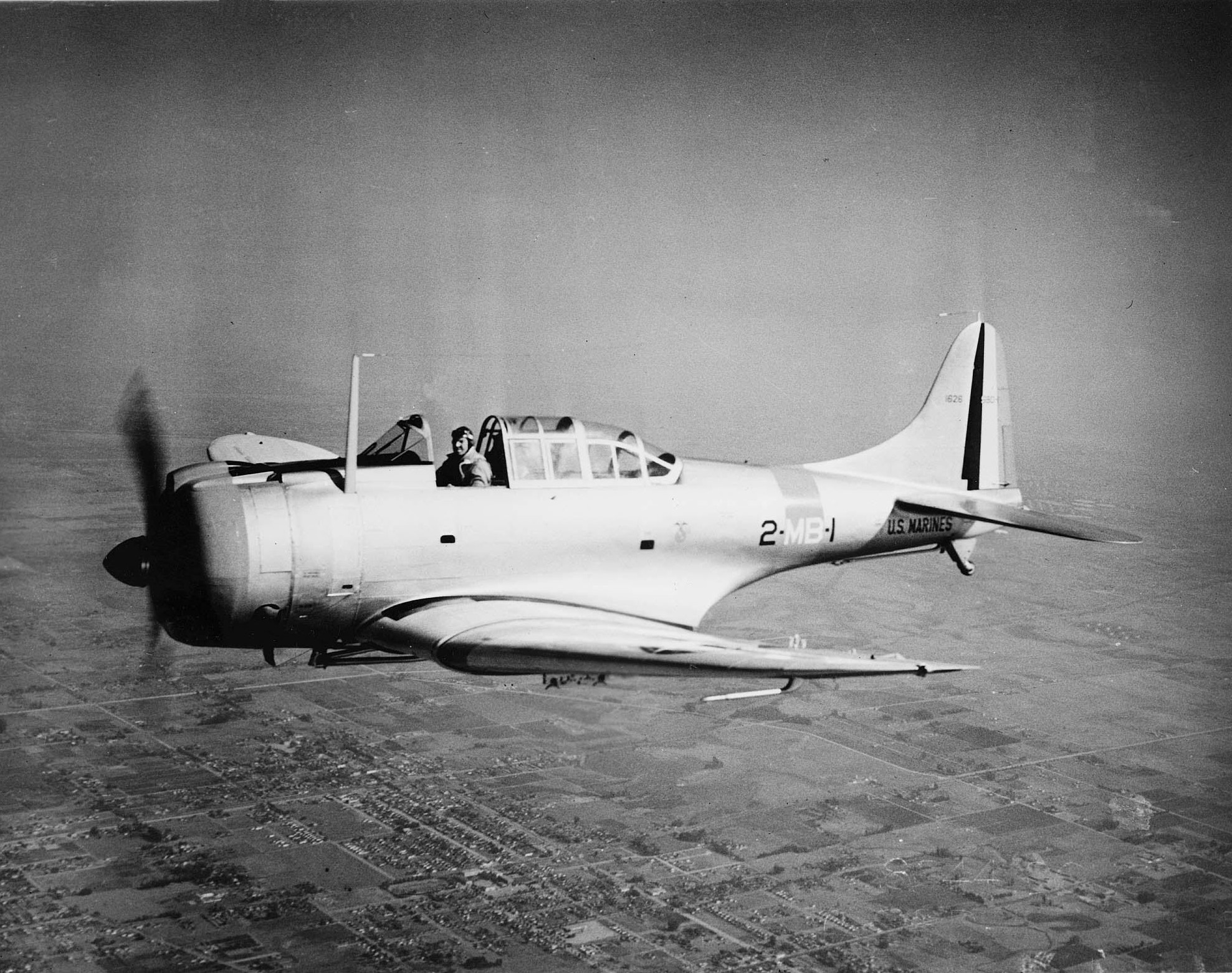
Le Douglas SBD-1 du VMB-2 en 1940

En 1932, il a été déterminé que l'aviation maritime devrait être dotée de deux escadrons de bombardement léger, et le 1er juillet 1933, le VF-10M est devenu 'VB-4M et a été rééquipé de Boeing F4B-3, une décision considérée comme un pas en arrière par les membres de l'escadron. La participation aux courses aériennes nationales de Los Angeles et aux exercices annuels de la flotte faisaient partie de la routine qui a marqué l'activité de l'escadron au début des années 1930. En 1935, l'escadron reçoit 16 Great Lakes BG-1, gros bombardiers en piqué biplaces qui équiperont l'escadron pendant plus de cinq ans.
Le 1er juillet 1937, l'aviation maritime est complètement réorganisée pour se conformer aux exigences de la marine, et le VB-4M devient le VMB-2. Toujours aux commandes du Great Lakes BG-1, l'escadron a continué à participer aux exercices annuels de la flotte et, en décembre 1940, l'escadron a commencé à recevoir le nouveau Douglas SBD-1, le premier monoplan en service dans l(US Marine Corps.

### Seconde guerre mondiale

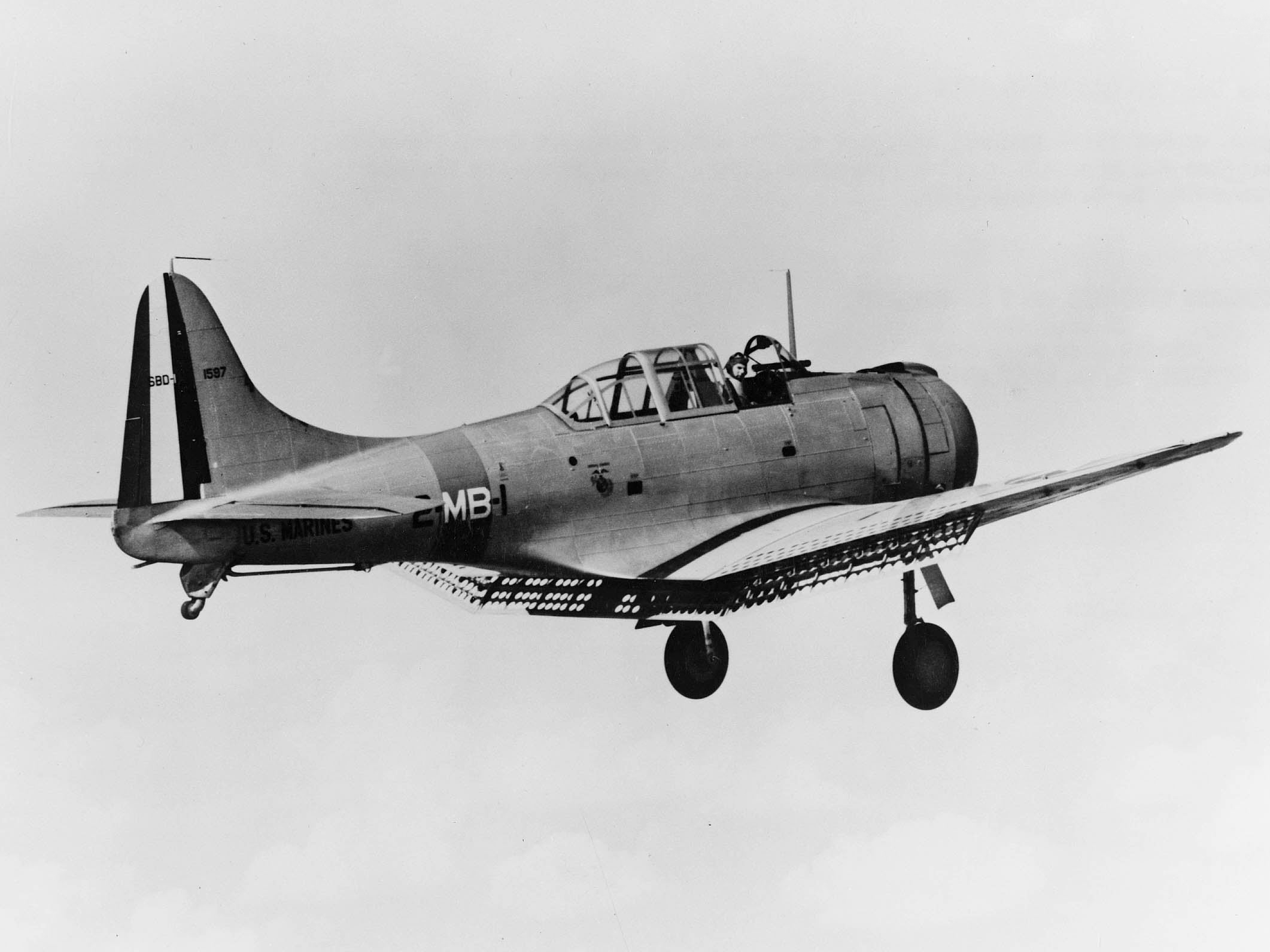
SBD Dauntless du VMB-2 en 1941

Avec l'augmentation de la tension dans le Pacifique, le VMB-2 a été déployé à la Marine Corps Air Station Ewa (en), à Hawaii. Le 1er juillet 1941, en prévision de la grande expansion que l'aviation maritime allait subir, l'escadron est renommé VMSB-232, la désignation qu'il portait lors de l'attaque de Pearl Harbor au cours de laquelle un membre de l'escadron fut tué et neuf des avions de l'escadron ont été détruits, dix autres nécessitant une révision majeure. Durant la bataille de l'atoll de Wake, un détachement Red Devil a subi la mort ou la capture de vingt-cinq Marines enrôlés alors qu'ils aidaient à la défense de l'île condamnée.
Le 20 août 1942, l'escadron est devenu une partie de la Cactus Air Force et a piloté des SBD Dauntless depuis la piste de terre de 3 000 pieds de Henderson Field à Guadalcanal. Les Red Devils sont devenus le premier escadron de bombardier en piqué des Marines à voler contre les Japonais. Ils ont quitté Guadalcanal le 12 octobre 1942 et se sont dirigés vers la Marine Corps Air Station El Toro, en Californie, où ils ont été rebaptisés Marine Torpedo Bombing Squadron 232 (VMTB-232), pilotant le Grumman TBF Avenger nouvellement acquis. Ils retournèrent dans le Pacifique en juillet 1943 alors qu'ils étaient initialement basés à Espiritu Santo, ils se sont déplacés vers Munda afin de soutenir les forces alliées lors du débarquement de Bougainville en novembre 1943.

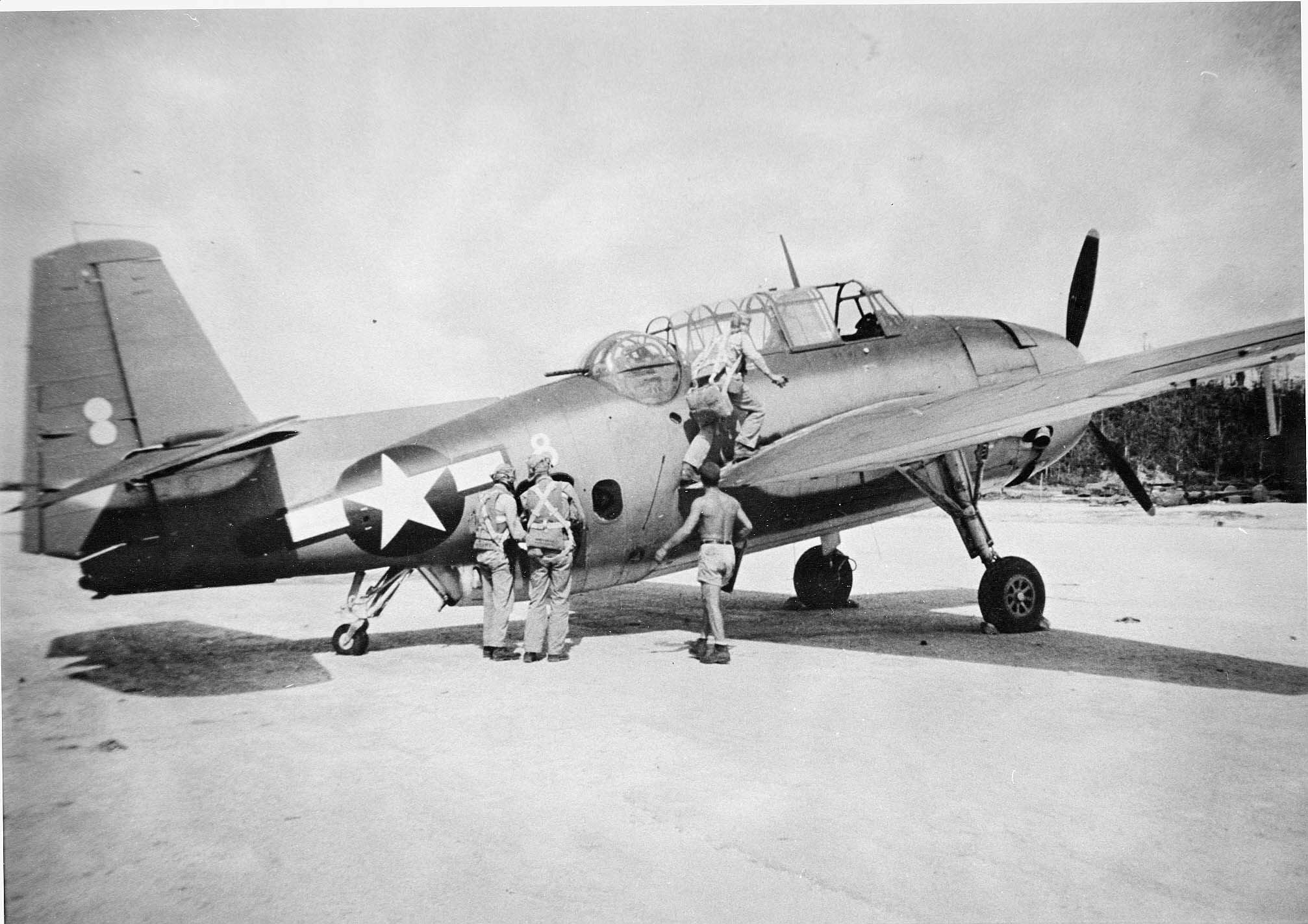
TBF Grumman Avenger en 1943

Au cours des mois suivants, l'escadron participa à des frappes contre la garnison japonaise isolée de Rabaul. Le 14 février 1944, les Avengers de VMTB-232 et VMTB-233 ont participé à une mission de largage de mines dans le port de Simpson à Rabaul. Les Grumman TBM Avenger devaient voler en trois groupes de huit chacun à la vitesse de 160 nœuds pour larguer leurs parachutes-mines, pesant 1 600 livres chacune. Le premier groupe a perdu un avion. Le commandant a tenté de contacter par radio les autres avions pour les avertir de faire demi-tour, mais il n'a pas pu établir de contact radio. Le deuxième groupe a perdu deux avions. Le troisième groupe a été immédiatement trouvé par un projecteur et des canons anti-aériens alors qu'il volait à 800 pieds au-dessus de l'eau et cinq avions ont été abattus. Six avions et dix-huit hommes ont été perdus lors de l'attaque. Quatre des dix-huit hommes ont survécu à la perte des six TBF ce soir-là. Des quatre, aucun n'a survécu à la captivité. L'un a été assassiné à Tunnel Hill, deux sont morts de faim, de maladie ou de négligence médicale, et un quatrième a été assassiné par la marine japonaise en avril.
Les prochains mois les verraient se déplacer continuellement, opérant depuis Piva, Green Island, Emirau et Ulithi. Le VMTB-232 a atterri à Kadena le 22 avril 1945 et a commencé à effectuer des missions d'appui aérien rapproché pour le reste de la bataille d'Okinawa. En juillet 1945, ils commencèrent à lancer des frappes contre le continent japonais jusqu'à la capitulation du Japon.[9] Au cours de sa participation aux opérations tout au long de la Seconde Guerre mondiale, le VMTB-232 a perdu quarante-neuf Marines et dix-sept avions. Le 16 novembre 1945, l'escadron, l'un des rares à avoir obtenu deux Presidential Unit Citations pendant la guerre, arrive à San Diego et est temporairement mis hors service.

### Années 1950

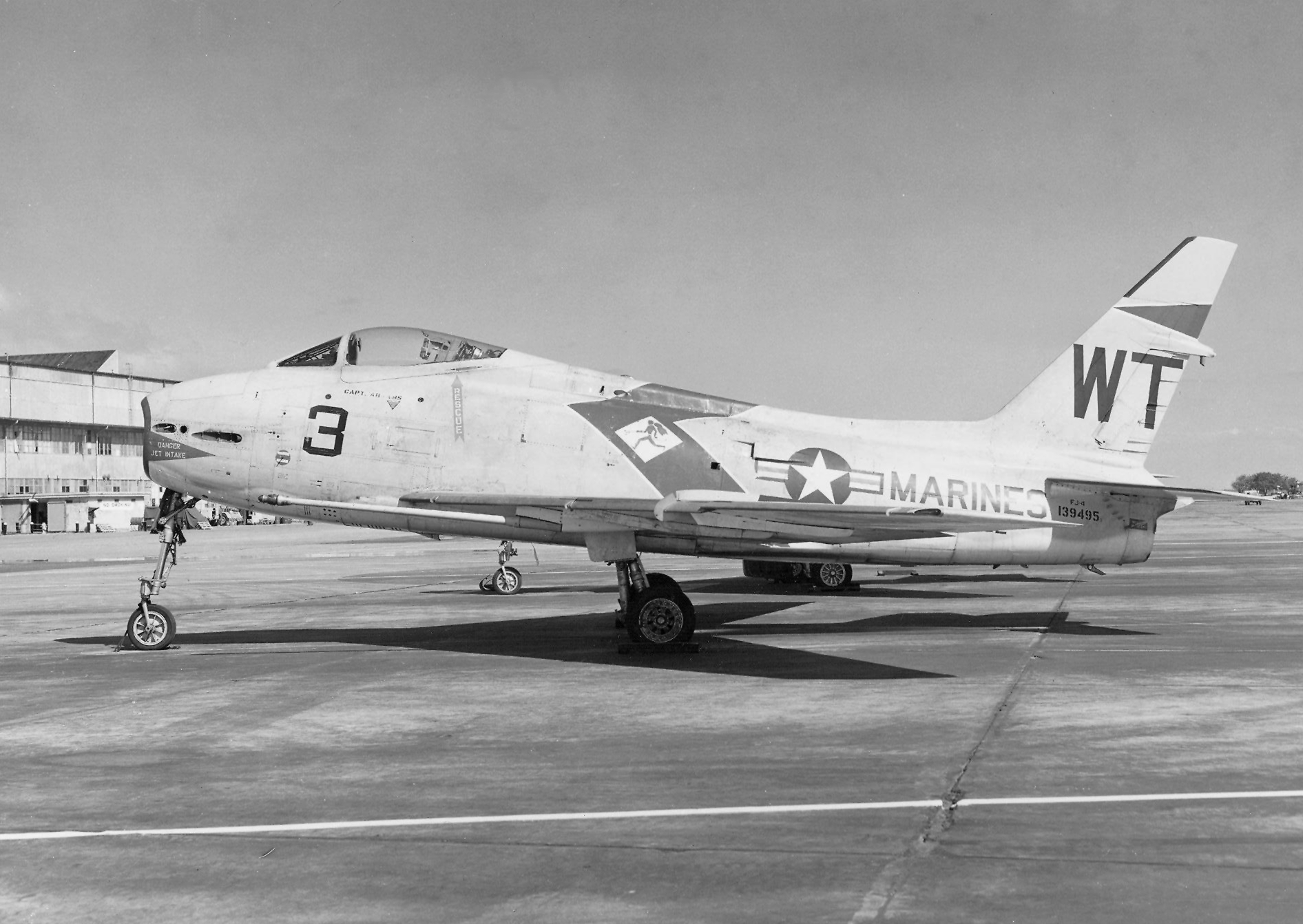
Un FJ-4B Fury du VMF-232 en 1958

Le 3 juin 1948, les Red Devils ont été réactivés en tant qu'escadron de chasse de réserve au NAS New York/Floyd Bennett Field, New York, avec le nom qu'il porte actuellement; Marine Fighter Attack Squadron 232 (VMFA-232). Avec le déclenchement des hostilités en Corée, l'escadron a été placé en alerte et envoyé à la Marine Corps Air Station El Toro, en Californie, où l'escadron reçoit le F4U Corsair. Bien que l'unité elle-même ne se soit pas déployée en Corée, en avril 1951, presque tous les aviateurs d'origine et quarante pour cent des Marines enrôlés dans l'escadron avaient été détachés et envoyés outre-mer pour des missions de combat.

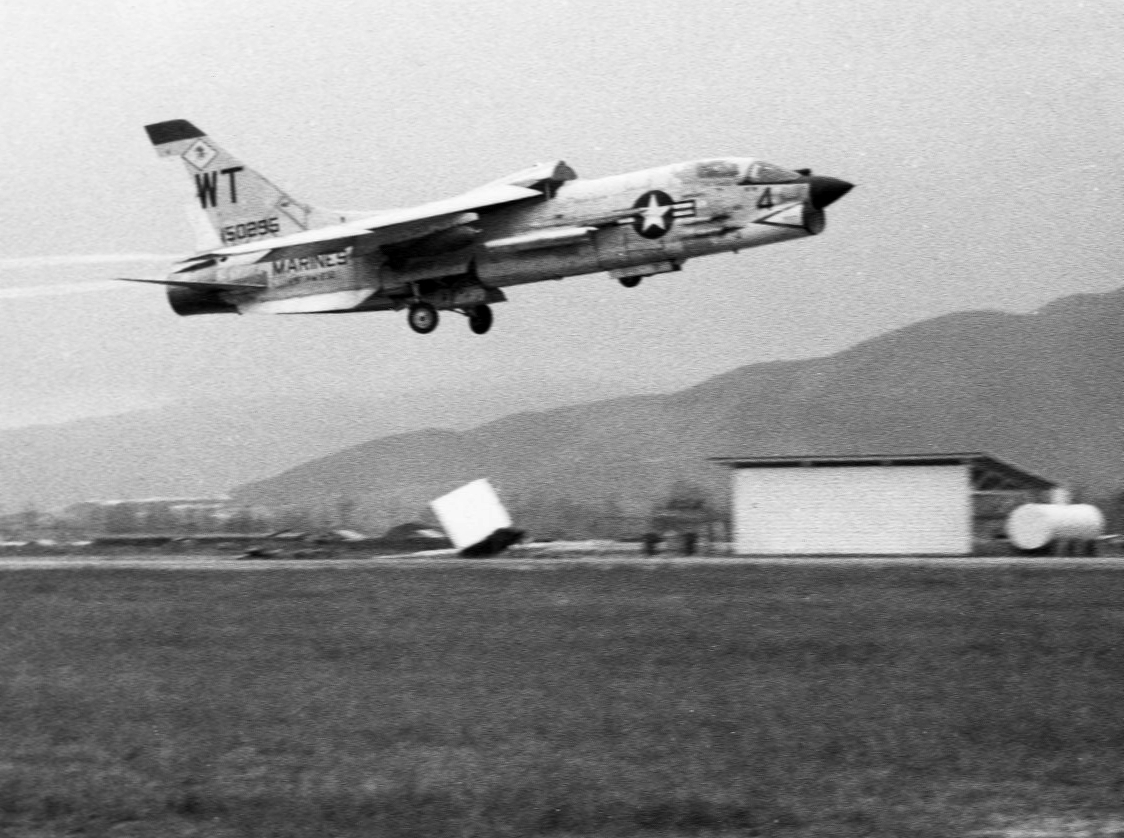
Un F-8E Crusader du VMF(AW)-232 décollant de Da Nang, 1967

En mars 1953, les Red Devils sont passés à l'ère du jet avec la réception du Grumman F9F Panther. En 1954, l'escadron va la Marine Corps Air Station Kaneohe Bay, à Hawaï, où ils ont piloté le FJ Fury, la version "Navalisée" du F-86 Sabre. Les Red Devils sont passés à la version finale du Fury, le FJ-4 Fury. Le VMF 232 a été déployé sur l'USS Bennington (CV-20) pendant la crise de Quemoy Matsu à l'automne 1958 et a ensuite été stationné au Naval Air Facility Atsugi. En 1958, l'escadron est revenu du Japon pour passer au F-8 Crusader.

### Guerre du Vietnam

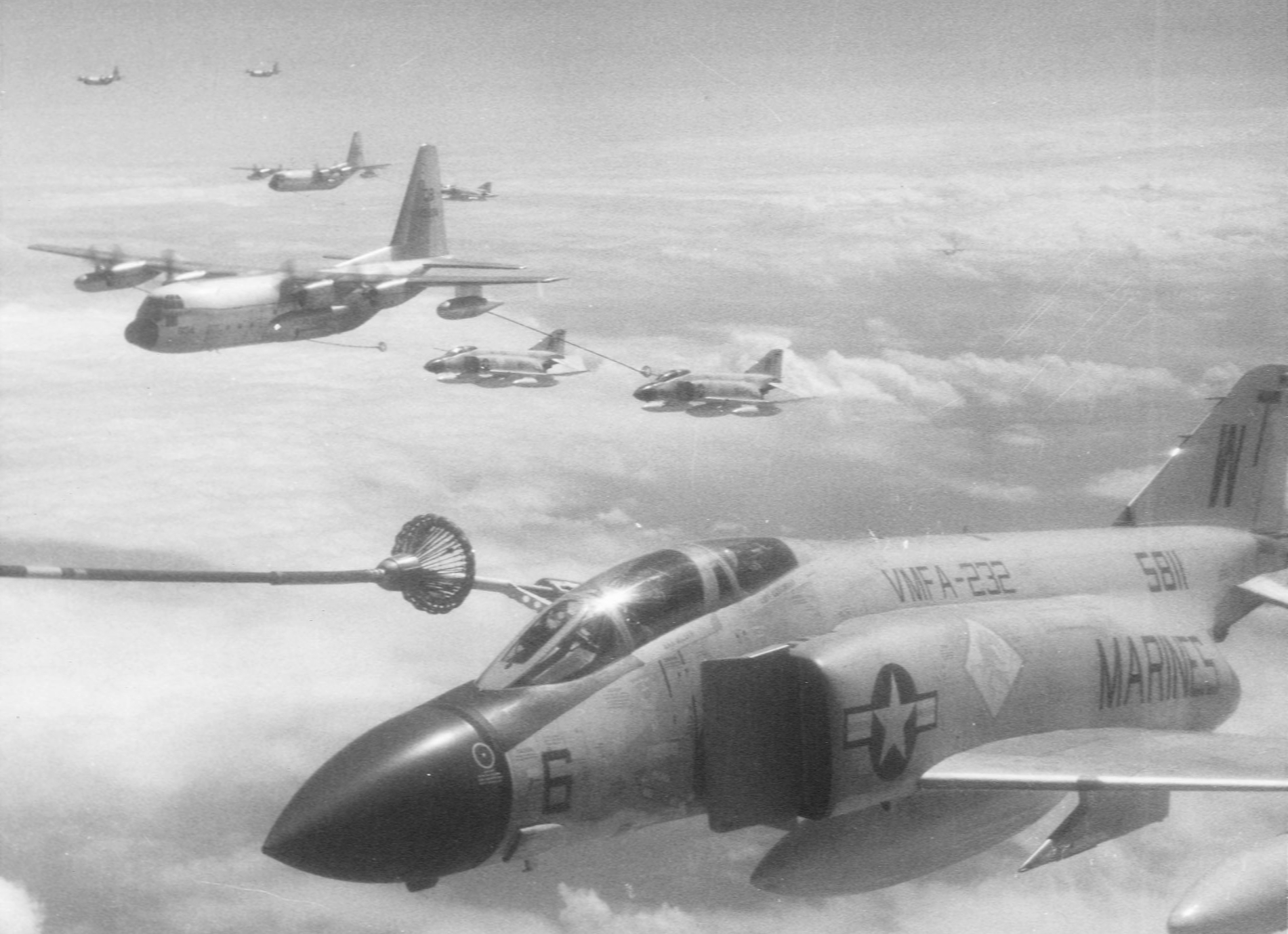
F-4J (155811) seul avion à réaction de la Marine perdu par des avions ennemis au Vietnam, le 26 août 1972

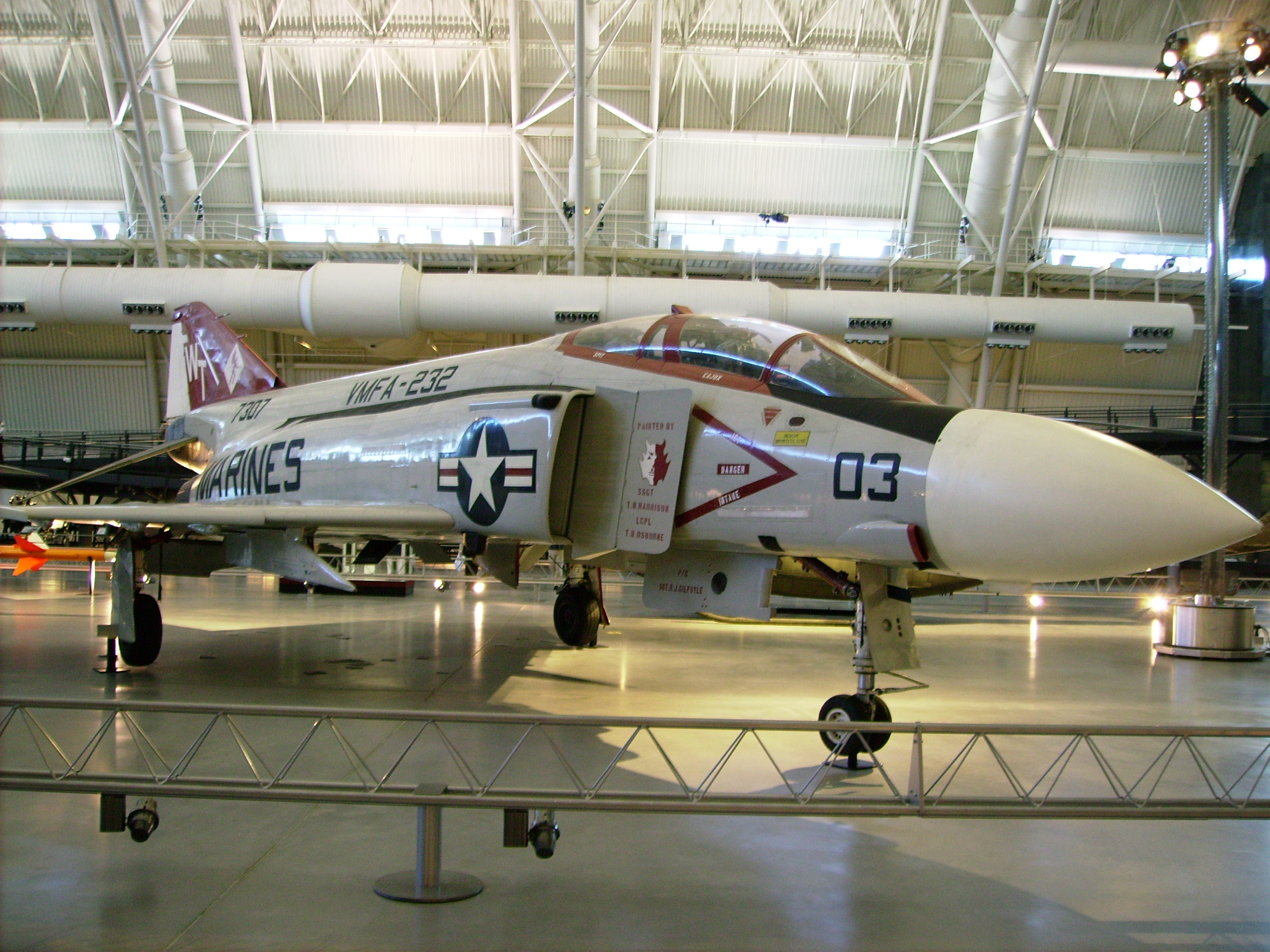
Un F-4S de VMFA-232 exposé au Smithsonian Museum de Washington

À la suite d'opérations intensifiées en Asie du Sud-Est, le VMF(AW)-232 a quitté le MCAS Kaneohe Bay et effectuait des sorties de combat à partir de la base aérienne de Da Nang, au sud du Vietnam en décembre 1966. Les avions de l'escadron étaient équipés de récepteurs radar de bombardement TPQ-10, ce qui en faisait des plates-formes idéales d'appui aérien rapproché. Ils étaient également le seul avion de la Marine capable de transporter des bombes de 2 000 livres jusqu'à l'arrivée du Grumman A-6 Intruder.
En septembre 1967, l'escadron retourna au MCAS El Toro et peignit l'insigne Red Devil sur ses nouveaux McDonnell Douglas F-4 Phantom II. Rebaptisé Marine Fighter Attack Squadron 232, il est retourné au Marine Corps Air Station Iwakuni, au Japon. En mars 1969, l'escadron s'est déployé au MAG 13 à la Chu Lai Air Base (en), au Vietnam, pour soutenir les opérations au sol du 1er corps d'armée sud-vietnamien. Ils sont retournés à Iwakuni à la fin de 1969.
En avril 1972, l'ensemble de l'escadron s'est redéployé du Japon au Vietnam avec un préavis minimum pour contrer l'offensive de printemps de cette année-là. Après un séjour de trois mois à la base aérienne de Da Nang, le VMFA-232 a transféré ses opérations à la Royal Thai Air Base Nam Phong (en), en Thaïlande. L'escadron a participé aux missions de l'Opération Linebacker au nord du Vietnam. En septembre 1973, les Red Devils sont devenus le dernier escadron de marine à quitter la guerre du Vietnam et ont rejoint le MCAS Iwakuni, au Japon, en tant que force de préparation tout en participant à de nombreux déploiements et exercices d'entraînement. 
En octobre 1977, le VMFA-232 est retournés au MCAS Kaneohe Bay, à Hawaï, après une absence de onze ans. Cet événement, à son tour, a marqué le début de la participation des Red Devils à l'exigeant programme de déploiement d'unités Westpac. En octobre 1986, les Red Devils ont terminé leur sixième et dernière tournée de six mois dans le Pacifique occidental à bord du vénérable F-4 Phantom. En décembre 1988, le VMFA-232 a rendu son dernier F-4 Phantom II au National Air and Space Museum.

### Années 1980 et 90
Le VMFA-232 est déployé du MCAS Kaneohe Bay à la Marine Corps Air Station Iwakuni en septembre 1982 dans le cadre du programme de déploiement d'unité. Au cours de ce déploiement, l'escadron a également mené des opérations depuis Kadena Air Base et Naval Air Station Cubi Point (en) aux Philippines tout en effectuant des patrouilles aériennes de combat avec des avions de l'USS Midway (CV-41) et de l'USS Constellation (CV-64). L'escadron est retourné à Hawaï en mars 1982.
Au début de 1989, les Red Devils ont commencé leur transition vers le F/A-18 Hornet. Le personnel navigant est formé au VMFAT-101 au MCAS El Toro et au service de maintenance au Naval Air Station Lemoore, en Californie. 
En décembre 1990, avec l'intensification de l'Opération Bouclier du désert, l'escadron s'est déployé à Shaikh Isa, à Bahreïn. Le 17 janvier 1991, les Red Devils ont été parmi les premiers à franchir la frontière irakienne lors de l'Opération Tempête du désert. Après 41 jours d'opérations de combat intenses, le Koweït a été libéré alors que les Red Devils ont effectué 740 missions de combat en 1.390 heures. Pour ses performances exceptionnelles en Asie du Sud-Ouest, le VMFA-232 a reçu la Navy Unit Commendation. 
À la fin de leur déploiement Westpac en juillet 1993, l'escadron s'est brièvement arrêté au MCAS Kaneohe Bay en route vers leur nouvelle maison au MCAS El Toro, en Californie, mettant fin à une absence de seize ans. L'escadron est retourné à Iwakuni en février 1996  plusieurs déploiements WestPac. L'escadron a été honoré car il a reçu à la fois le prix du Chef des opérations navales en 1995, car il a dépassé 66.000 heures et 17 ans de vol sans accident, et le Marine Corps Aviation Association's, Marine Fighter Attack Squadron en 1996. Le VMFA-232 est retourné à la MCAS Miramar en août 1996.

### Guerre mondiale contre le terrorisme

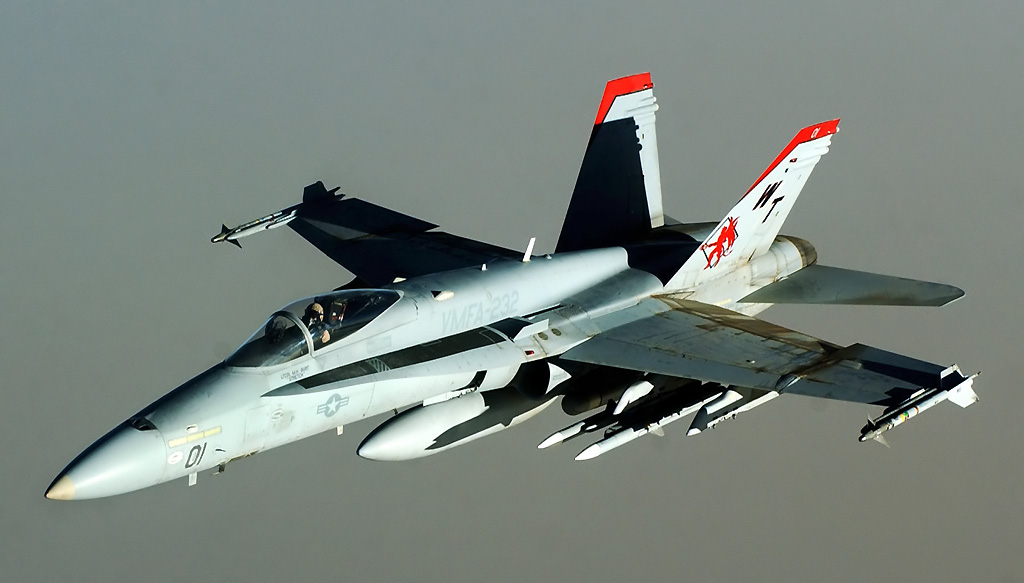
F/A-18 Hornet de VMFA-232 durant l'Opération Iraqi Freedom

L'escadron s'est déployé au Koweït en janvier 2003 et a participé à l'Invasion de l'Irak en 2003 dans le cadre de l'Opération Iraqi Freedom. Pendant les trois semaines et demie de la guerre, l'escadron a volé 1 150 heures au cours de 540 sorties, larguant 620 000 livres de munitions. L'escadron est retourné au MCAS Miramar en avril 2003.  En 2005, le VMFA-232 est devenu une partie du Carrier Air Wing Eleven (CVW-11) de l'US Navy. En mai 2005, ils se sont déployés avec le reste du CVW-11 à bord de l'USS Nimitz (CVN-68) dans le Pacifique occidental et le golfe Persique, participant à des opérations de combat à l'appui de l'Opération Enduring Freedom et exercices multinationaux avec le Japon, l'Égypte et l'Inde jusqu'en novembre 2005. 
En janvier 2010, le VMFA-232 est parti en mai 2010 pour un déploiement à Kandahar, en Afghanistan, à l'appui de l' Opération Enduring Freedom. Pendant leur séjour en Afghanistan, les Red Devils ont effectué 4 090 heures de vol comprenant 1 190 sorties et largué 240 000 livres de munitions et dépensé 30 000 cartouches de 20 mm. Ils sont retournés au MCAS Miramar en novembre 2010.

### Accident de 2015
Le 21 octobre 2015, un F/A-18C de VMFA-232 s'est écrasé en Est-Anglie, au Royaume-Uni, près des bases aériennes de RAF Lakenheath et RAF Mildenhall. Il a été rapporté que le pilote, identifié comme étant le Major Taj Sareen, s'est éjecté mais n'a pas survécu à l'événement.